# Kylie (álbum)
Kylie é o álbum de estreia da cantora australiana Kylie Minogue, lançado em 4 de julho de 1988 através da Mushroom Records. Minogue se estabeleceu como atriz mirim antes de assinar com a gravadora no início de 1987. O sucesso de seu single de estreia, "The Loco-Motion", resultou em sua colaboração com o trio Stock Aitken Waterman, que produziu o álbum e escreveu nove de suas dez faixas. As sessões de gravação, iniciadas em outubro de 1987 em Londres e Melbourne, coincidiram com a agenda de filmagens de Minogue para a novela Neighbours.
Musicalmente, Kylie é um álbum bubblegum pop e dance-pop. O álbum recebeu avaliações mistas de críticos musicais, que elogiaram faixas individuais, mas criticaram os vocais de Minogue e a produção estereotipada do álbum. Em retrospectiva, o álbum foi recebido de forma mais positiva, com elogios ao charme de Minogue e ao sentimentalismo nostálgico do álbum. Foi um sucesso comercial, liderando a tabela de álbuns britânica por seis semanas e tornando-se o quinto álbum mais vendido da década. O álbum alcançou a segunda posição na sua terra natal, ao passo que entrou no top dez da Alemanha, Noruega e Suíça. Nos Estados Unidos, o álbum recebeu o certificado de ouro da Recording Industry Association of America (RIAA), bem como o certifica de 7x platina da British Phonographic Industry (BPI). Kylie foi relançado em 1988 como The Kylie Collection, reingressando no gráfico britânico de álbuns em 2015 e 2023. O álbum vendeu mais de cinco milhões de cópias mundialmente.
Seis singles foram extraídos de Kylie. "I Should Be So Lucky" alcançou o topo das paradas da Austrália e do Reino Unido. Os singles seguintes—"Got to Be Certain", a versão regravada de "The Loco-Motion" e "Je Ne Sais Pas Pourquoi"—todas alcançaram a segunda posição da tabela de singles britânica, com a regravação de "The Loco-Motion" entrando no top três da Billboard Hot 100 nos Estados Unidos. "It's No Secret" foi sua terceira canção a alcançar o top quarenta da Billboard Hot 100, ao passo que "Turn It Into Love" foi lançada exclusivamente no Japão. O sucesso comercial do álbum ajudou Minogue a se estabelecer como um ídolo adolescente internacional e a lançar sua carreira musical.

## Antecedentes e gravação
Em 1979, com 11 anos, Kylie Minogue foi estabelecida como uma atriz infantil, aparecendo nas séries de TV The Sullivans e Skyways. Minogue e sua irmã Dannii Minogue ambas tentam alcançar o sucesso na indústria de TV da Austrália, mas Dannii recebeu melhores oportunidades do que Kylie. Na época, Kylie ficou com ciúmes do sucesso novo de Dannii em Austrália. Em 1985, Kylie foi escalada em um dos papéis principais na telenovela The Henderson Kids, mas seu papel durou apenas uma temporada, e foi concluído depois de duas temporadas. Interessada em seguir uma carreira na música, ela e Dannii fez uma fita demo para os produtores do programa semanal de música Young Talent Time, que contou com Dannii como uma indicada. Kylie deu sua primeira apresentação cantando no show de televisão em 1985, mas não foi convidada para se juntar ao elenco. O sucesso de Dannii ofuscou as apresentações de Kylie, até a mesma estar no elenco da novela Neighbours. A novela alcançou popularidade no Reino Unido,e um marco na televisão após, em um episódio onde o personagem de Kylie e de Jason Donovan se casam, atraiu mais de 20 milhões de telespectadores britânicos.
Em 1987, durante um concerto beneficente no Fitzroy Football Club, os membros do elenco de Neighbours fizeram seu próprio show de talentos. Minogue não tinha preparado nada para cantar, porém, subiu ao palco e fez uma versão cover de "Loco-Motion" - ela imediatamente assinou um contrato com a gravadora Mushroom Records. A canção foi lançada como single na Austrália, e. tornou-se o single mais vendido da década de 1980. O sucesso resultou em Minogue viajando para Londres com Mushroom Records e seu executivo Gary Ashley para trabalhar com Stock, Aitken e Waterman. Eles sabiam pouco de Minogue e tinham esquecido que ela estava chegando; como resultado, eles escreveram "I Should Be So Lucky", enquanto ela esperava fora do estúdio. Minogue gravou a canção em menos de uma hora, e voltou para casa na Austrália para trabalhar em Neighbours. A canção se tornou um sucesso enorme, e Mike viajou para Melbourne para se desculpar com Minogue sobre esquecer sobre sua sessão de gravação anterior. Enquanto Stock estava lá, Kylie gravou seu próximo single, "Got to Be Certain", juntamente com o álbum da trilha, e o único lançamento no Japão de single, "Turn It Into Love", e Stock convenceu com o sucesso de Minogue para voltar a Londres no início de 1988 para gravar músicas para seu álbum de estreia.

## Desenvolvimento
Minogue finalmente assinou contrato com a Mushroom Records no início de 1987. A primeira música que Minogue já tinha considerado recorde foi a bem-sucedida "The Loco-Motion", que ela gostou imediatamente quando ela ouviu pela primeira vez. Quando ela se apresentou para uma angariação de fundos na Austrália, cantou a canção da dupla Sonny & Cher "I Got You Babe". Alan Hardy, que pediu Minogue para se apresentar na arrecadação de fundos, notou que ela estava muito nervosa na apresentação. Hardy depois perguntou se ela cantaria outra e, para sua surpresa, ela cantou "The Loco-Motion", já ensaiando a canção antes da apresentação. Minogue foi gravar a canção em Melbourne, mas não conseguiu gravar a canção na mesma chave que a faixa de apoio, então ela melhorou a sua voz, para que ela pudesse mudar sua extensão vocal para um Mi menor.
Depois do sucesso de seu single de estreia "Locomotion" na Austrália, Minogue viajou para Londres para trabalhar com Stock Aitken Waterman, uma equipe britânica de produção e escrita de sucesso. Eles sabiam pouco de Minogue e tinham esquecido que ela estava chegando; como resultado, eles escreveram "I Should Be So Lucky", em 40 minutos, enquanto ela esperava fora do estúdio de gravação. Mike Stock escreveu a letra para a canção em resposta ao que ele tinha aprendido sobre Minogue antes de sua chegada. Ele acreditava que, embora ela era uma estrela de novela de muito sucesso na Austrália e muito talentosa, "devia haver algo de errado com ela" e percebeu que ela "deveria ser 'azarada' no amor". Minogue gravou a canção em menos de uma hora, o que atribui ao Stock seu bom ouvido para a música e suas habilidades de memorização rápida. Depois que Minogue terminou a sessão de gravação, ela voltou para casa para a Austrália para continuar o trabalho na novela Neighbours. Depois de ouvir a canção, Waterman disse: "Eu pensei que era fantástica, então eu corri para o DJ e perguntei-lhe do que se tratava. Ele disse 'É Kylie Minogue - I Should Be So Lucky'". Mais tarde, ele disse a Mike Stock que a canção seria um hit instantâneo.

## Composição
De acordo com Allmusic, o álbum tem estilos como o pop rock e eletrônico que é inspirada por muitos sub-estilos musicais, como o dance-pop, eurodance e teen-pop.
A primeira faixa do álbum, "I Should Be So Lucky" é uma canção dance-pop orientada, que apresenta elementos do bubblegum pop e da música new wave. De acordo com a folha de música em MusicNotes.com, que foi publicada pela Universal Music Publishing Group, a canção é definida na chave de C Major. Os vocais de Minogue vão desde a nota chave de D4 para a nota chave de C5. A faixa é definido em tempo comum e se move a um ritmo moderado de 120 batidas por minuto. A instrumentação da canção apresenta sintetizadores, teclados e guitarras. "Je Ne Sais Pas Pourquoi" é uma faixa pop de balada, que também é inspirado pelos estilos teen-pop e dance-pop, que apresenta instrumentais incluindo caixas de ritmos, sintetizadores e alguns riffs de guitarra menores. A versão de Kylie tem uma introdução completamente diferente e tem um andamento um pouco mais rápido e batida mais forte. As faixas "Got to Be Certain" e "It's No Secret" tem inspiração da música dance, enquanto o último é inspirado mais na música de balada, enquanto "Turn It Into Love" é uma faixa house music.

## Recepção da crítica
| Críticas profissionais | Críticas profissionais |
| Avaliações da crítica  | Avaliações da crítica  |
| Fonte                  | Avaliação              |
| ---------------------- | ---------------------- |
| Allmusic               | [ 14 ]                 |
| DigitalSpy             | [ 15 ]                 |

Kylie recebeu críticas mistas dos críticos de música. Chris True da Allmusic deu uma avaliação de dois e meio, sendo no total cinco estrelas, dando-lhe uma comentário. Ele disse: "Enquanto os valores de produção na estreia de Kylie são datados no melhor e as músicas são nada além de um padrão final dos anos 80, existem algumas qualidades bastante cativantes para ela". Ele disse que Minogue se tornaria uma estrela pop e um "ícone da Europa". Nick Levine, do Digital Spy, deu três estrelas de cinco. Ele disse: "A produção de S.A.W. torna Kylie datada como o seu corte de cabelo na capa do álbum, o álbum é tão carregado com variedade, e a pequena cantora pop australiana já está mostrando sinais de personalidade".

## Desempenho comercial
Kylie estreou na segunda posição no Reino Unido em 16 de Julho de 1988. No entanto, em sua sétima semana, o álbum finalmente chegou a primeira posição, e ficou por quatro semanas consecutivas, e duas semanas em novembro de 1988, e foi certificado seis vezes platina no início de 1989. Ele vendeu 1,8 milhões de cópias em 1988 (eventualmente vendeu 2.105.698 cópias) e tornou-se o álbum mais vendido daquele ano. Kylie foi o primeiro álbum de um artista solo feminina a ultrapassar as vendas de dois milhões no Reino Unido, e é o 58º álbum mais vendido de todos os tempos. Finalmente, em 1989, Minogue tornou-se a cantora mais jovem na história da música do Reino Unido a ter um álbum na primeira posição, e manteve esse registro até a artista canadense Avril Lavigne lançar o álbum Let Go, em 2003.
Na Austrália, terra natal de Minogue, o álbum entrou na segunda posição, onde ele eventualmente atingiu o pico durante três semanas consecutivas, e permaneceu na parada por um total de 28 semanas. O álbum foi certificado seis vezes platina pela Australian Recording Industry Association (ARIA), numa época em que a platina na Austrália foi concedido para as vendas de 100 mil - o que equivale a mais de 600.000 cópias vendidas. Na Nova Zelândia, o álbum estreou na décima posição e, finalmente, chegou a primeira durante seis semanas. O álbum então permaneceu nas paradas por um total de 53 semanas. Em setembro de 2014, Kylie foi o 330º álbum mais vendido na Nova Zelândia.
O álbum alcançou o top dez na Alemanha, Noruega, e na Suíça, e vendeu 143.627 cópias na Suécia. Kylie conseguiu traçar mesmo nos Estados Unidos, onde estreou na 53ª posição na Billboard 200. Este foi o último álbum de Kylie nos Estados Unidos, até seu álbum Fever de 2002. Em 1989, o álbum teve a certificação de ouro nos Estados Unidos, vendendo mais de 500.000 cópias, e platina no Canadá. Kylie já vendeu mais de 5 milhões de cópias em todo o mundo.

## Singles
"Locomotion", primeiro single de Minogue, foi o maior sucesso de Kylie nos EUA, atingiu a posição #3 na hot 100 e passou sete semanas na primeira posição na parada de singles da Austrália, e foi o mais vendido single no país para a década de 1980. Esta versão de "Locomotion" muitas vezes foi ao ar na VH-1 Europe. A canção, no entanto, foi apenas um lançamento australiano e não fazia parte do seu projeto de álbum de estreia, até que ela regravou para o lançamento em 1988. "I Should Be So Lucky" foi o primeiro single do álbum e contou com letras escritas por Mike Stock. Stock acreditava que, apesar de Minogue ser uma estrela de uma novela de sucesso na Austrália e muito talentoso, "devia haver algo de errado com ela" e percebeu que ela "deve ser 'azarada' no amor". A canção tornou-se um hit na primeira posição nas tabelas musicais da Austrália e no Reino Unido. "Got to Be Certain", o segundo single, alcançou a primeira posição nas tabelas musicais na Austrália, e foi moderadamente bem sucedido em outras partes do mundo, alcançando a segunda posição na tabela musical do Reino Unido por três semanas e o top dez na Alemanha e na Suíça. Minogue re-gravou "Locomotion" em abril de 1988, e colocou um novo título na canção "The Loco-Motion". Foi lançada como terceiro single do álbum e se tornou a maior entrada na parada de singles do Reino Unido por uma artista feminina. Na América do Norte, alcançou a primeira posição no Canadá e a terceira na Billboard Hot 100. "Je Ne Sais Pas Pourquoi", o quarto single, atingiu a segunda posição nas tabelas musicais do Reino Unido. "It's No Secret" foi lançado como o quinto single do álbum na Austrália, Nova Zelândia, Canadá, América do Norte e Japão onde foi o quarto single. "Turn It into Love" foi lançado exclusivamente no Japão como o quinto single e passou 10 semanas na primeira posição, sem nenhuma promoção ou vídeo.

## Lista de faixas
O álbum apresenta dez faixas em sua edição padrão. Todas as canções foram escritas e produzidas por Mike Stock, Aitken e Matt Pete Waterman, exceto "The Loco-Motion", que foi escrito por Gerry Goffin e Carole King. Créditos adaptados do encarte de Kylie.
(Não existe nenhuma relação entre "Love at First Sight" e   a música de 2001 de mesmo nome).
| N.º            | Título                     | Duração |  |
| 1.             | "I Should Be So Lucky"     | 3:28    |  |
| 2.             | "The Loco-Motion"          | 3:17    |  |
| 3.             | "Je Ne Sais Pas Pourquoi"  | 4:03    |  |
| 4.             | "It's No Secret"           | 4:01    |  |
| 5.             | "Got to Be Certain"        | 3:21    |  |
| 6.             | "Turn It into Love"        | 3:39    |  |
| 7.             | "I Miss You"               | 3:18    |  |
| 8.             | "I'll Still Be Loving You" | 3:52    |  |
| 9.             | "Look My Way"              | 3:39    |  |
| 10.            | "Love at First Sight"      | 3:11    |  |
| Duração total: | Duração total:             | 35:22   |  |

## Créditos
As seguintes pessoas que contribuíram para Kylie:
- Kylie Minogue - vocais, backing vocals

Créditos adicionais
- Dee Lewis - backing vocals
- Mae McKenna - backing vocals
- Suzanne Rhatigan - backing vocals
- Matt Aitken - produção, arranjos, teclados, guitarra
- Mike Stock - produção, arranjos, backing vocals, teclados
- Pete Waterman - produção, arranjos
- George DeAngelis - teclados
- Neil Palmer - teclados
- A. Linn - bateria
- Jason Barron - engenheiro
- Peter Day - engenheiro
- Dia Stewart - engenheiro
- Karen Hewitt - engenheiro
- Jonathan King - engenheiro
- Mark McGuire - engenheiro
- Yoyo - engenheiro
- Peter Hammond - mixagem
- Jay Willis - masterização
- Lawrence Lawry - fotografia
- David Howells - design
- Lino Carbosiero - cabelo

## Desempenho nas tabelas musicais
| Tabela musical (1988)                    | Melhor posição |
| ---------------------------------------- | -------------- |
| Austrália (ARIA)                         | 2              |
| Áustria (IFPI)                           | 15             |
| Canadá (Canadian RPM Albums Chart)       | 78             |
| Países Baixos (Dutch Albums Chart)       | 42             |
| Alemanha (German Albums Chart)           | 8              |
| Japão (Japan Albums Chart)               | 30             |
| Noruega (Norwegian Albums Chart)         | 10             |
| Nova Zelândia (New Zealand Albums Chart) | 1              |
| Suécia (Swedish Albums Chart)            | 22             |
| Suíça (Swiss Albums Chart)               | 7              |
| Reino Unido (UK Albums Chart)            | 1              |
| Estados Unidos (Billboard 200)           | 53             |
| Tabela musical (2015)                    | Melhor posição |
| Reino Unido (Official Charts Company)    | 85             |

| Região                | Certificação |
| --------------------- | ------------ |
| Austrália (ARIA)      | 6× Platina   |
| Estados Unidos (RIAA) | Ouro         |

## Veja mais
- The Kylie Collection – relançamento do álbum Kylie, com design e nome novos.